# Halo! Czemu milczysz?
Halo! Czemu milczysz? – polski film z 2008 roku, w reżyserii Zuzanny M. Zawadzkiej. Premiera filmu miała miejsce 18 stycznia 2008.

## Obsada
- Zuzanna M. Zawadzka
- Tomasz M. Łużyński
- Paweł Borkowski
- Olek Gwóżdż